# Marquesado de Villora
El Marquesado de Villora es un título nobiliario español creado el 8 de abril de 1717 por el rey Felipe V a favor de Eugenio de Zúñiga y de la Cerda, señor de Villora (Cuenca).
Su denominación hace referencia al municipio de Villora (Cuenca).

## Marqueses de Villora
|                                 | Titular                                                | Periodo               |
| Creación por Felipe V           | Creación por Felipe V                                  | Creación por Felipe V |
| ------------------------------- | ------------------------------------------------------ | --------------------- |
| I                               | Eugenio de Zúñiga y de la Cerda                        | 1717- ?               |
| II                              | .                                                      |                       |
| .                               | .                                                      |                       |
| Rehabilitación por Alfonso XIII |                                                        |                       |
| VI                              | Rafael de Mazarredo y Tamarit                          | 1915-1925             |
| VII                             | Francisco de Mazarredo y González de Mendoza-Merchante | 1925-1952             |
| VIII                            | Luis de Mazarredo y Beutel                             | 1953-2003             |
| IX                              | Francisco Cosme de Mazarredo y Pampló                  | 2003-2025             |
| X                               | Luís de Mazarredo y Aznar                              | 2025-                 |

## Historia de los Marqueses de Villora
- Eugenio de Zúñiga y de la Cerda, I marqués de Villora.

Rehabilitado en 1915 por:
- Rafael de Mazarredo y Tamarit, VI marqués de Villora, V conde de Monteblanco. Soltero, sin descendientes. Le sucedió su sobrino:

- Francisco de Mazarredo y González de Mendoza-Merchante (1892-1952), VII marqués de Villora, hijo de Luis de Mazarredo y Tamarit y de su esposa Gracia González de Mendoza-Merchante y Coello de Portugal.

1. Casó con María Beutel y Ferrer. Le sucedió su hijo:

- Luis de Mazarredo y Beutel, VIII marqués de Villora.

1. Casó con María Luisa Pampló y Camoín. Le sucedió su hijo:

- Francisco Cosme de Mazarredo y Pampló, IX marqués de Villora.#Le sucedió su hijo:

- Luís de Mazarredo y Aznar ‘’’X marqués de Villora’’’